# Ungernia oligostroma
Ungernia oligostroma là một loài thực vật có hoa trong họ Amaryllidaceae. Loài này được Popov & Vved. miêu tả khoa học đầu tiên năm 1936.